# D-элементы
D-элементы — группа атомов в периодической таблице элементов (d-блок), в электронной оболочке которых валентные электроны с наивысшей энергией занимают d-орбиталь.
Данный блок представляет собой часть периодической таблицы; в него входят элементы от 3 до 12 группы. Элементы данного блока заполняют d-оболочку d-электронами, которая у элементов начинается s2d1 (третья группа) и заканчивается s2d10 (двенадцатая группа). Однако существуют некоторые нарушения в этой последовательности, например, у хрома s1d5 (но не s2d4) вся одиннадцатая группа имеет конфигурацию s1d10 (но не s2d9). Двенадцатая группа имеет заполненные s- и d-электроны.
Элементы d-блока также известны как переходные металлы или переходные элементы. Однако точные границы, отделяющие переходные металлы от остальных групп химических элементов, ещё не проведены. Хотя некоторые авторы считают, что элементы, входящие в d-блок, являются переходными элементами, в которых d-электроны являются частично заполненными либо в нейтральных атомах или ионах, где степень окисления равна нулю. ИЮПАК в данное время принимает такие исследования как достоверные и сообщает, что это относится только к 3—12 группам химических элементов. Металлы 12-й группы вследствие полного заполнения d-оболочки не соответствуют классическому определению d-элементов, поэтому их можно считать и постпереходными металлами. Также было пересмотрено историческое применение термина «переходные элементы» и d-блока.
В s-блоке и p-блоке периодической таблицы аналогичные свойства, через периоды, как правило, не наблюдаются: самые важные свойства усиливаются по вертикали у нижних элементов данных групп. Примечательно, что различия элементов входящих в d-блок по горизонтали, через периоды, становятся более выраженными.
Лютеций и лоуренсий находятся в d-блоке, и они считаются не переходными металлами, но лантаноидами и актиноидами, что примечательно, таковыми считаются с точки зрения ИЮПАК. Двенадцатая группа химических элементов хоть и находится в d-блоке, однако считается, что входящие в неё элементы являются постпереходными элементами.
s, p, d и f-элементы получили свои названия от одноимённых спектральных линий, которые в свою очередь были названы в начале 20-го века английскими словами по своему внешнему виду в спектрограмме: sharp (резкие), principal (главные), diffuse (диффузные, размытые), fundamental (фундаментальные).

## Медико-биологическое значение
Являются в организме человека в основном микроэлементами. Наряду с ферментами, гормонами, витаминами и другими биологически активными веществами, микроэлементы участвуют в процессах обмена нуклеиновых кислот, белков, жиров и углеводов. Из d-элементов важную роль в организме играют железо, кобальт, цинк и молибден. Биологические функции микроэлементов в живом организме связаны главным образом с процессом комплексообразования между аминокислотами, белками, нуклеиновыми кислотами и ионами соответствующих металлов. Соединения d-элементов используются в качестве лекарственных препаратов, в избыточных концентрациях они ядовиты (это связано с тем, что d-элементы образуют с белками нерастворимые соединения).
Цинк входит в состав большого числа ферментов и гормона инсулина. Он необходим для нормальной концентрации витамина А в плазме. Влияет на синтез нуклеиновых кислот и участвует в передаче генетической информации. Соли цинка обладают антисептическим действием.
Марганец в организме содержится в количестве 0,36 моль. Входит в состав ферментов, катализирующих ОВР. Соединения марганца участвуют в синтезе витамина С в организме. Перманганат калия является окислителем и обладает антисептическим действием.
Железо в организме содержится в количестве равном приблизительно 5 граммам. Входит в состав гемоглобина. Избыток железа может привести к нарушению деятельности сердечно-сосудистой системы, печени, лёгких. 
Кобальт входит в состав важных белков, активирует действие ряда ферментов. Дефицит кобальта в тканях снижает способность организма защищаться от различных инфекций. 
Медь содержится в организме в количестве 1,1 моль. Активирует синтез гемоглобина, участвует в процессах клеточного дыхания, синтезе белка, образовании костной ткани и пигмента кожных покровов. Ионы меди входят в состав медьсодержащих ферментов (оксидаз), которые катализируют ОВР. Накопление меди в организме способствует развитию хронического гепатита. Избыток меди откладывается в печени, мозгах, почках, глазах, и вызывает тяжелые заболевания (например, болезнь Вильсона). Все соли меди ядовиты. Токсичное действие обуславливается тем, что медь образует с белками нерастворимые альбуминаты, образуя прочную связь с аминным азотом и группой SH-белков. 
Серебро-примесный микроэлемент, в организме содержится 7,3 моль. В медицине препараты серебра используют наружно, как вяжущее, прижигающее, бактерицидное средство. Серебро используется для получения «серебряной воды», которую используют для лечения ран и язв. Нитрат серебра в комплексе с органическими соединениями образует альбуминаты и вследствие денатурации белков бактериальных клеток оказывают бактерицидное действие. Нитрат серебра применяют при начальном, поверхностном, среднем кариесе, гиперестезии твёрдых тканей зуба и для стерилизации канала корня зуба. 
Колларгол (серебро коллоидное) содержит 70 % серебра. 1—2 %-ый раствор используют как антисептическое средство для полоскания полости рта при воспалительных процессах 
Протаргол содержит 8 % серебра, применяется как вяжущее, антисептическое и противовоспалительное средство. Используется в виде 1—5 %-го раствора для смазывания слизистой оболочки и для полоскания полости рта при воспалительных процессах.